# Per Spook
Per Spook (født 2. juli 1939 i Oslo) er en norsk modeskaber og tøjdesigner, som arbejder i Paris i Frankrig.
I 1959 tog Spook diplomeksamen ved modelinien på Statens håndverks- og kunstindustriskole i Oslo. Senere blev han student ved L’Ècole da la Chambre de la couture parisienne i Paris, og i 1960 blev han lærling hos Christian Dior. 
I 1977 åbnede han sit modehus i Paris, og året efter blev han tildelt Gullsynålen for største kreativitet for sin efterår/vinterkollektion 1978-1979. Denne kollektion fik han også Gullfingerbølet for. I 1995 lukkede han modehuset i Paris.
Per Spook arbejder fremdeles som designer og kreerer hvert år Prêt-à-porter under sit eget navn i Japan.
Spook er kendt for sin forkærlighed for sort-hvid. Hans udstillingerne bærer ofte præg af temaer som grafiske mønstre og inspiration fra nordisk natur og klima. I 2003 modtog han St. Olavs Orden, og i 2005 blev han hædret med norsk motebransjes ærespris.